# Segun Toriola

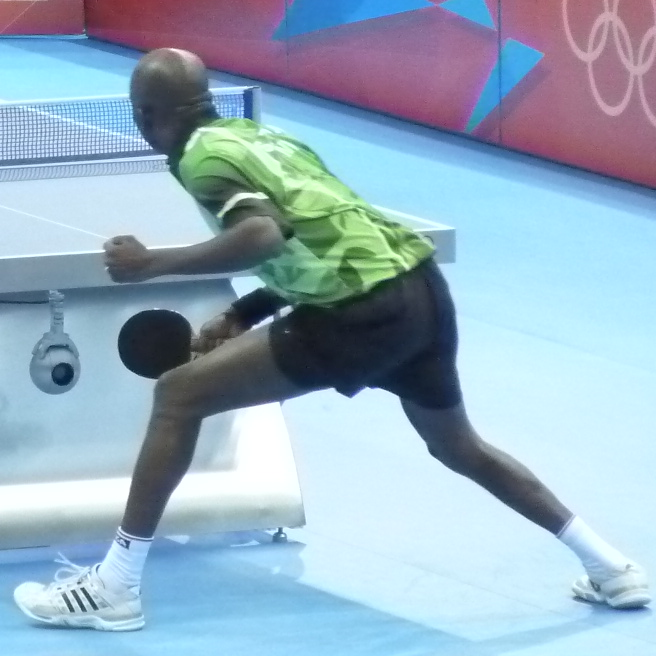
Segun Toriola in 2012

Segun Toriola (Ilorin, 18 september 1974) is een Nigeriaans tafeltennisser. Hij was van 2002 tot en met 2005 de kopman van de Nederlandse eredivisionist AA-Drink/FVT, waarmee hij drie keer algeheel Nederlands kampioen werd. Hij speelde in clubverband verder voor onder meer het Franse Argentan Bayard, waarmee hij in 2008/09 degradeerde uit de Pro A.
Toriola deed vijf keer mee aan de Olympische Spelen. Zijn beste prestatie was in Peking 2008. Daar behaalde hij de laatste 32.
Op de Gemenebestspelen van 2002 won Toriola een gouden medaille in het singletoernooi. Vier jaar later, op de Gemenebestspelen van 2006, won hij samen met Monday Merotohun een gouden medaille in het dubbelspel.

## Erelijst
- Winnaar Gemenebestspelen 2002 enkelspel
- Winnaar Gemenebestspelen van 2006 dubbelspel, met Monday Merotohun
- Nederlands kampioenschap 2001/02, 2002/03 en 2003/04 met FVT.
- Hoogste positie ITTF-wereldranglijst: 56e (december 2008)